# Kenneth Ascher

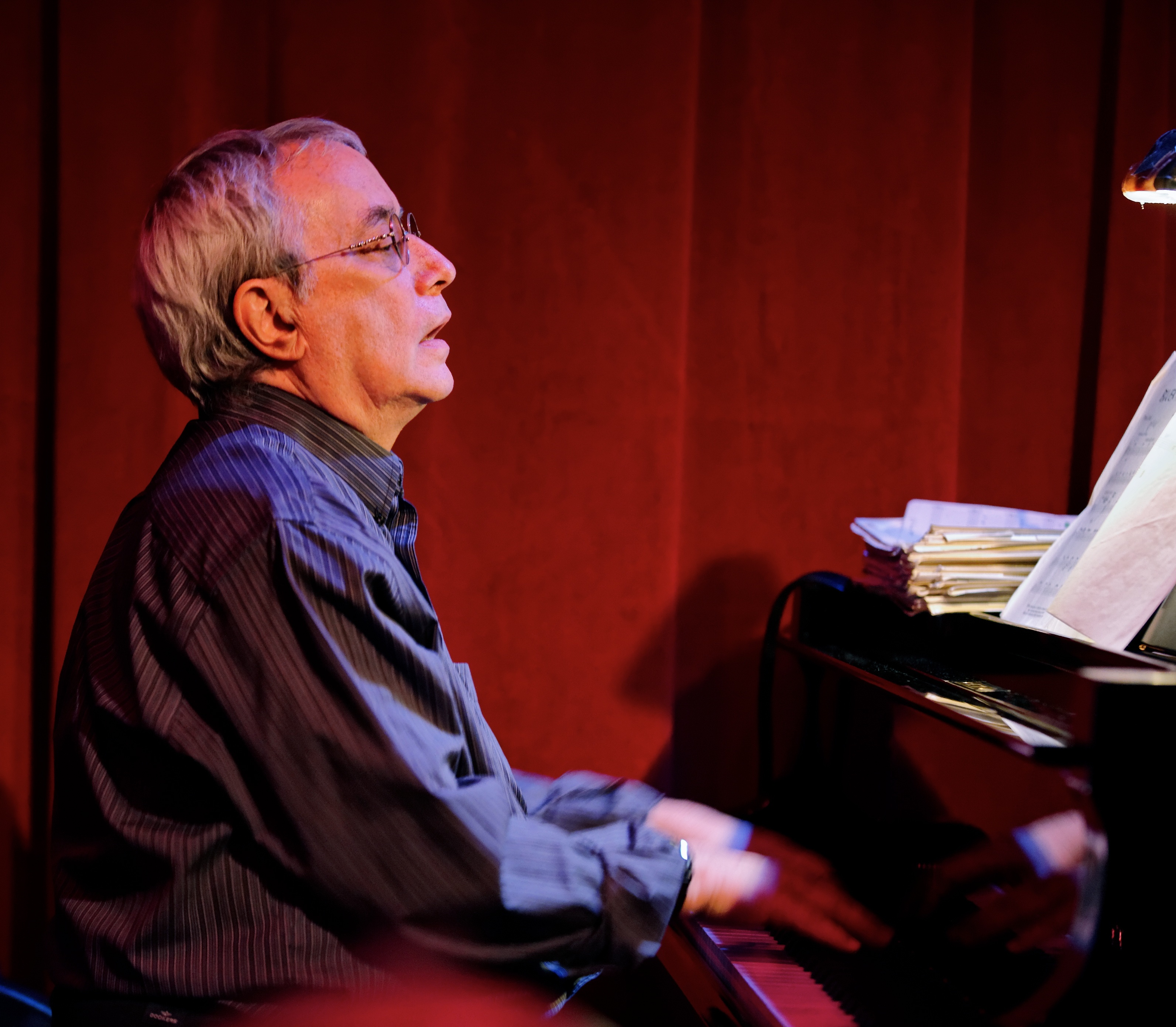
Kenny Ascher

Kenneth Lee „Ken“ Ascher, auch Kenny Ascher (* 26. Oktober 1944 in Washington, D.C.) ist ein US-amerikanischer Pianist und Keyboarder im Jazz und in der Popmusik als Arrangeur, Texter und Songwriter im Bereich der Filmmusik.
Ascher begann als Fünfjähriger mit dem Klavier; in den 1950ern zog seine Familie nach Atlanta, wo er im Alter von 16 Jahren erste Clubauftritte hatte. Bis 1967 studierte er Arrangement und klassisches Piano, dann  studierte er an der Columbia University, wo er den Bachelor, den Master of Arts und den Ph.D. in Komposition erwarb. Von 1962 bis 1964 unterrichtete er Musikgeschichte an dieser Universität; ab 1966 arbeitete er vorwiegend als Studiomusiker in New York, spielte 1966/67 auch in der Woody Herman Band und 1971 kurz bei Art Blakey, dann mit Marvin Stamm und im Thad Jones/Mel Lewis Orchestra. Im Half Note begleitete er Musiker wie Zoot Sims, Ruby Braff, Anita O’Day, Maxine Sullivan und Jimmy Rushing.
Außerhalb des Jazz wurde er in den 1970er Jahren als Studiomusiker, Songwriter und Arrangeur für John Lennons Alben Mind Games, Walls and Bridges, Rock ’n’ Roll und Yoko Onos Feeling the Space und A Story bekannt; Ascher schrieb auch die Texte für Paul Williams’ Songs von A Star Is Born, wo er auch als musikalischer Koordinator fungierte und einen Golden Globe Award für die beste Filmmusik erhielt. Auch arbeitete er mit Paul Williams an der Musik für Phantom of the Paradise und wirkte als Arrangeur an Teilen von Jim Steinmans und Meat Loafs Produktion Bat out of Hell mit.
Ascher war als Songwriter außerdem an zahlreichen Songs für die Muppet Show beteiligt, die er zusammen mit dem Singer-Songwriter und Schauspieler Paul Williams schrieb, wie „The Rainbow Connection“, gesungen von Kermit dem Frosch in dem Film Muppet Movie, für den sie 1980 eine Oscar/Beste Filmmusik-Nominierung erhielten. Ascher ist daneben als Keyboarder in der Birdland Big Band aktiv, der Hausband des Birdland in New York City.
Ascher arbeitete außerdem mit Maynard Ferguson, Billy Joel (Turnstiles, 1976), Earl Klugh,  Jane Monheit und James Taylor.